# Fryshuset Basket
Fryshuset Basket är en svensk basketförening. Fram till 2009 hette klubben KFUM Söder (eller 08 KFUM Söder BBK) där förkortningen KFUM står för Kristliga Föreningen av Unga Kvinnor och Män. Klubben har en bakgrund inom KFUM Söder, som bildade en idrottsklubb (KFUM Söders IK) 1930 och en basketklubb 1949. Sedan 1991 bedriver klubben ren ungdomsverksamhet. 2009 bytte föreningen namn till Fryshuset Basket. 

## Meriter

### SM-guld i basketboll för herrar
Som KFUM Söder:
- 1954
- 1955
- 1956
- 1957
- 1959
- 1960
- 1961
- 1962

### SM-guld i basketboll för damer
Som KFUM Söder:
- 1973

## Samarbeten för elitverksamheten
Elitverksamheten lyftes ur KFUM Söder och bedrevs 1991-1996 inom samarbetet Stockholm Capitals tillsammans med KFUM Central. Klubben spelade i Eriksdalshallen eller Brännkyrkahallen. 1996 bildades elitlaget 08 Stockholm Human Rights som drivs tillsammans med Alvik Basket, Central och KFUM Blackeberg med Fryshuset i Stockholm som hemmaplan. Efter att svenska Basketligan bildades 1992 har Söders samarbetsklubb erövrat två SM-guld; 1993 som Stockholm Capitals och 2001 som 08 Alvik Stockholm Human Rights. På damsidan vann 08 Stockholm Human Rights guld i Damligan 2010.